# هگزیل استات
هگزیل استات (به انگلیسی: Hexyl acetate) یک ترکیب شیمیایی با شناسه پاب‌کم ۸۹۰۸ است. شکل ظاهری این ترکیب، مایع بی‌رنگ است.